# Elfie Simchen
Elfie Simchen (Ludwigsburg, 11 luglio 1967) è un'ex sciatrice freestyle tedesca.

## Palmarès
| Anno | Manifestazione            | Sede        | Evento | Risultato | Prestazione | Note  |
| ---- | ------------------------- | ----------- | ------ | --------- | ----------- | ----- |
| 1991 | Mondiali                  | Lake Placid | Salti  | Argento   | -           |       |
| 1992 | Giochi olimpici invernali | Albertville | Salti  | Bronzo    | 153.94      | [ 1 ] |
| 1994 | Giochi olimpici invernali | Lillehammer | Salti  | 9ª        | 136.46      |       |

## Coppe e meeting internazionali
1990-91
- Oro nella Coppa del Mondo di salti con 101 pt.